# アリマ
アリマ（英語: Arima）はトリニダード・トバゴの行政区である。

## 隣接行政区画
トゥナプナ＝ピアコ地域自治体に囲まれている。

## 施設
- Larry Gomes Stadium
- Arima Velodrome
- Santa Rosa Park